# Toumaï Air Tchad
Toumaï Air Tchad (en árabe: الخطوط الجوية التشادية توماي) fue la aerolínea nacional de Chad. Realizaba vuelos dentro del país así como también a otros países africanos. Su base principal era el Aeropuerto Internacional de Yamena. Los vuelos desde Bangui ofrecían una conexión hacia Europa con escala en Yamena, que sirve como alternativa a los vuelos de Air France.
Toumaï Air Tchad era miembro de la Asociación de Transporte Aéreo Internacional.
Desde el 20 de enero de 2009, la embajada de Estados Unidos en Yamena prohibió a sus empleados usar Air Toumaï para viajes oficiales debido a problemas con la seguridad y el mantenimiento.

## Destinos
Los destinos en julio de 2008 eran:

### África
- Benín
  - Cotonú (Aeropuerto de Cadjehoun)
- Camerún
  - Douala (Aeropuerto Internacional de Douala)
  - Yaundé (Aeropuerto Internacional Yaundé Nsimalen)
- Chad
  - Abéché  (Aeropuerto de Abéché)
  - Am Timan (Aeropuerto de Am-Timan)
  - Faya-Largeau (Aeropuerto de Faya-Largeau)
  - Moundou (Aeropuerto de Moundou)
  - Yamena (Aeropuerto Internacional de Yamena) Base principal
  - Sarh (Aeropuerto de Sarh)
- Costa de Marfil
  - Abiyán (Aeropuerto de Port Bouet)
- Gabón
  - Libreville (Aeropuerto Internacional de Libreville)
- República Centroafricana
  - Bangui (Aeropuerto Internacional Bangui M'Poko)
- República del Congo
  - Brazzaville (Aeropuerto Maya-Maya)
- Togo
  - Lomé (Aeropuerto de Lomé-Tokoin)

### Asia
- Arabia Saudita
  - Yida (Aeropuerto Internacional Rey Abdulaziz) (de temporada)
- Emiratos Árabes Unidos
  - Dubái (Aeropuerto Internacional de Dubái)

## Flota
La flota de Toumaï Air Tchad incluía las siguientes aeronaves (a 15 de octubre de 2011):
- 1 Boeing 737-200 (operado por Aero Africa)
- 1 Fokker F28